# Suna Kymäläinen
Suna Ellen Kymäläinen (ur. 15 września 1976 w Imatrze) – fińska polityk i działaczka samorządowa, posłanka do Eduskunty.

## Życiorys
Ukończyła szkolenie w zawodzie doradcy dziecięcego. Później podjęła studia z zakresu pracy socjalnej na uczelni Laurea-ammattikorkeakoulu. Pracowała m.in. jako doradca dziecięcy i nauczycielka edukacji wczesnoszkolnej. Zaangażowała się w działalność polityczną w ramach Socjaldemokratycznej Partii Finlandii. W 2004 została radną gminy w Ruokolahti, a w 2009 weszła w skład rady regionu.
W 2011 po raz pierwszy uzyskała mandat posłanki do Eduskunty. W wyborach w 2015, 2019 i 2023 z powodzeniem ubiegała się o reelekcję.